# Fritz Gustav von Bramann

Fritz Gustav von Bramann

Friedrich Gustav Bramann, ab 1890 von Bramann, (* 25. September 1854 in Szameitschen, Kirchspiel Wilhelmsberg, Darkehmen, Ostpreußen; † 26. April 1913 in Halle (Saale)) war ein deutscher Chirurg und Neurochirurg. Berühmt wurde Bramann, als er Kronprinz Friedrich Wilhelm mit einem Luftröhrenschnitt vor dem Erstickungstod bewahrte.

## Leben
Bramann wurde als Sohn eines Gutsbesitzers geboren. Nach dem Abitur an der Friedrichsschule Gumbinnen studierte er ab 1875 an der Albertus-Universität Königsberg Medizin. Er wurde im neu gegründeten Corps Hansea Königsberg aktiv. Zu seinen Lehrern zählten Karl Schönborn, Florian Beely und Karl Heinrich Burow. Ab 1880 Assistenzarzt bei Rudolph Schneider an der Chirurgischen Abteilung des Städtischen Krankenhauses Königsberg. Mit einer Doktorarbeit bei Schneider wurde er 1883 zum Dr. med. promoviert. Im März 1884 ging er an die Chirurgische Universitätsklinik der Charité zu Ernst von Bergmann in Berlin. Als Einjährig-Freiwilliger diente er im Infanterie-Regiment „Herzog Karl von Mecklenburg-Strelitz“ (6. Ostpreußisches) Nr. 43 und im Kürassier-Regiment „Graf Wrangel“ (Ostpreußisches) Nr. 3. Auf von Bergmanns Vorschlag schickte Kaiser  Wilhelm I. Bramann im November 1887 an das Krankenlager des 56-jährigen Kronprinzen Friedrich Wilhelm in Sanremo. Bei seinem Kehlkopfkrebs sollte er im Falle einer lebensbedrohlichen Dyspnoe eine Tracheotomie ausführen, wenn Bergmann nicht rechtzeitig einträfe. Mit der Tracheotomie im Februar 1888 ermöglichte Bramann dem Kronprinzen die Thronbesteigung als Kaiser Friedrich.
Nach acht arbeitslosen Monaten in Sanremo nach Berlin zurückgekehrt, habilitierte sich Bramann noch im Dreikaiserjahr 1888. Auf Anraten seines Chefs lehnte er 1889 den Ruf der Königlichen Universität zu Greifswald als planmäßiger Extraordinarius und Direktor der Chirurgischen Poliklinik ab. Stattdessen blieb er weiter als Privatassistent bei von Bergmann. Als Richard von Volkmann, Ordinarius für Chirurgie an der Universität Halle, Ende November 1889 starb, schrieb Wilhelm II. bereits im Dezember desselben Jahres an den Rand des Berichts aus Halle: „Ein guter Nachfolger ist in meinen Augen Bramann, der sehr gut dahin passen würde.“ Die Diskussionen in der Hallenser Fakultät waren hinfällig. Zum 1. April 1890 kam Bramann auf den Lehrstuhl für Chirurgie. Als Direktor der Chirurgischen Universitätsklinik operierte er viele deutsche Fürsten und türkische Würdenträger. Sein besonderes Interesse galt der Gehirnchirurgie. Für seine ärztlichen Verdienste verlieh Wilhelm II. am 18. Dezember 1890 Bramann anlässlich seiner Vermählung den erblichen Adel. Die Hohenzollern hielten ihm zeitlebens die Treue. Er starb im Alter von 58 Jahren an einer perniziösen Anämie. Sein Grab befindet sich auf dem Halleschen Stadtgottesacker (Innenfeld I).

## Ehrungen
- Königlicher Hausorden von Hohenzollern, Komturkreuz (14. Februar 1888)[3]
- Mecidiye-Orden 3. Klasse (1889)[3]
- Verdienstorden (Waldeck) 2. Klasse[3]
- Landwehrdienstauszeichnung 1. Klasse[3]
- Nobilitierung (2. Januar 1891)
- Ehrenkreuz von Schwarzburg, Großkreuz (4. Juli 1900)[3]
- Geheimer Medizinalrat (3. November 1903)[3]
- Mitglied der Deutschen Akademie der Naturforscher Leopoldina (1909)
- Königlicher Kronen-Orden (Preußen) 2. Klasse (22. Januar 1911)[3]
- Umbenennung seines Geburtsortes in Bramannsdorf (1938)[7]

## Schriften (Auswahl)
- Über Darmresektionen bei gangränösen Hernien. In: Zentralblatt für Chirurgie. Bd. 134 (1898).
- Ueber Exstirpation von Hirntumoren. In: Archiv für klinische Chirurgie. Bd. 45 (1892), S. 365–400.
- Beiträge in: Ernst von Bergmann (Hrsg.): Handbuch der praktischen Chirurgie. Verschiedene Auflagen. Enke, Stuttgart 1900 ff.
- Weitere Erfahrungen über den Balkenstich bei Hirnerkrankungen. In: Archiv für klinische Chirurgie. Bd. 96 (1911), S. 195–204.
- mit Gabriel Anton: Behandlung der angeborenen und erworbenen Gehirnkrankheiten mit Hilfe des Balkenstiches. Karger, Berlin 1913.
- mit Gabriel Anton: Balkenstich bei Hydrocephalien, Tumoren und Epilepsie. In: Münchener Medizinische Wochenschrift. Band 55, 1913, S. 1673 ff.